# Речульский Богородице-Рождественский монастырь
Речульский Богородице-Рождественский монастырь (Монастырь Рэчула; рум. Mănăstirea Răciula) — женский монастырь Унгенской и Ниспоренской епархии Русской православной церкви в селе Речула (Рэчула) Каларашского района Молдавии.

## История
Первая церковь Рождества Пресвятой Богородицы в Речульском ските построена в 1798 году, а первым настоятелем был иеромонах Ириней. Скит жил по особножительному уставу.
В 1811 году скит преобразован в женский и в него переведены монахини из закрытого Мановского скита, который располагался возле Курковского монастыря. Первой настоятельницей стала монахиня Анисия. В 1822 году при настоятельнице Олимпиаде построена деревянная зимняя церковь в честь святителя Николая Чудотворца. В 1845 году при настоятельнице Евфросинии на новом месте возведена каменная летняя церковь в честь Рождества Пресвятой Богородицы. Начиная с 1854 года богослужения проводились на румынском языке. В 1855—1860 годах построена новая зимняя Никольская церковь, а старая к тому времени уже была разрушена. В 1878 году открыта школа для девочек-сирот духовного сословия и местных девочек из бедных семей. В 1907—1910 годах летняя церковь была перестроена.
3 августа 1938 года монастырь был переименован в честь Марии Олтеи, матери Стефана III Великого, и носил это название до окончания войны. 2 июля 1959 года, после десятидневного сопротивления, монастырь был закрыт советскими властями. В ходе противостояния один человек был убит, трое получили серьёзные ранения. Восемь человек были приговорены к различным срокам заключения. На момент закрытия в монастыре было 230 насельниц. 35 гектаров монастырских земель были переданы местному колхозу. Здание летней церкви превратили в склад, зимней — в дом культуры.
Возрождение обители началось в 1989 году во главе с Евстафией (Ротарь). В 1990 году, когда монастырь получил государственную регистрация, в монашескую общину входило уже 70 насельниц. В 1994 году освящена летняя церковь.